# San Pedro de la Paz
San Pedro de la Paz és una ciutat de Xile a la regió del Bío-Bío. La comuna té una superfície de 112,5 km², i tenia 80.447 habitants segons el cens de 2002. Va ser fundada el 29 de desembre de 1995.

## Imatges

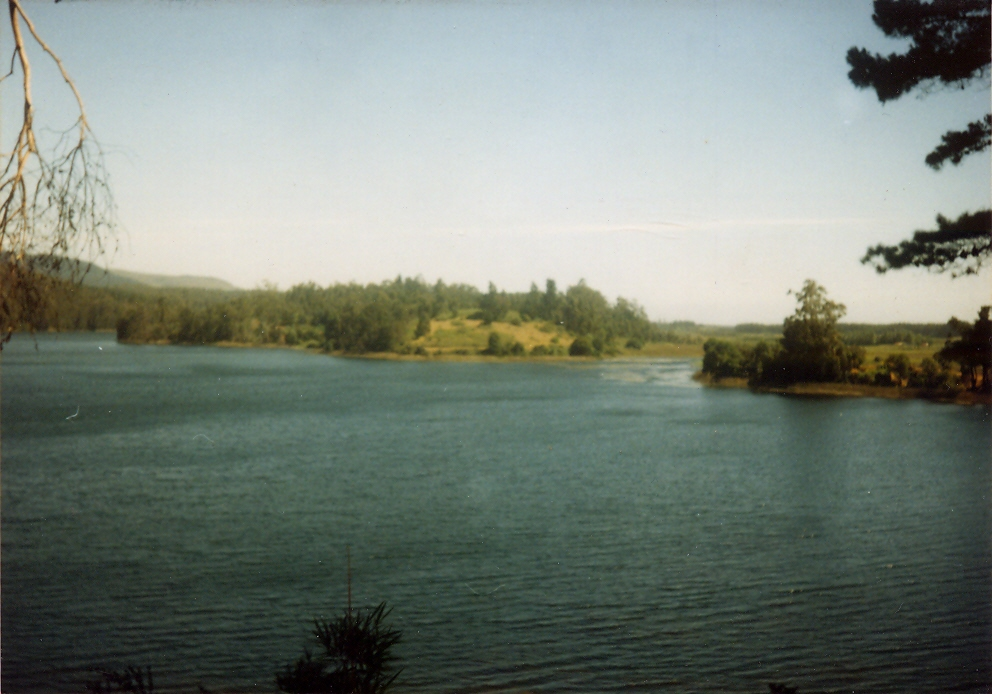
Llac de San Pedro